# Carlos Cardoso
Carlos Cardoso (Beira, 1951 – Maputo, 22 de novembre de 2000) fou un periodista moçambiquès assassinat quan investigava un presumpte cas de corrupció de 14 milions de dòlars durant la privatització del Banc Comercial de Moçambic, el principal banc del país.

## Biografia
Fill d'immigrants portuguesos a la colònia d'Àfrica Oriental Portuguesa, on el seu pare portava una central làctica. Es va educar a Moçambic i va anar a la Universitat de Witwatersrand en Sud-àfrica. Parlava portuguès, ndau i anglès.
Després de la retirada portuguesa de l'administració de la colònia el 1974, va seguir la presa de poder del Front d'Alliberament de Moçambic. Després d'un breu període de presó, va treballar para Samora Machel. Inicià la seva activitat periodística el 1975 al setmanari Tempo. Continuà a Rádio Moçambique i a l'Agência de Informação de Moçambique (AIM), de la que en fou director durant deu anys. Durant vint anys exercí el periodisme como una forma de contribuir amb el seu país. El 1989 es va casar amb l'advocada noruega Nina Berg, amb la que va tenir dos fills.
Després d'alguns anys treballant en mitjans de comunicació estatals, Cardoso va ser membre fundador de la primera cooperativa de periodistes, a Mediacoop, propietària del setmanari "Savana" i del diari Mediafax, el 1992. El 1997 fundà el seu propi diari, també distribuït per fax, "Metical" que, tal com el seu nom indica (Metical és la moneda de Moçambic), era dedicat essencialment a qüestions econòmiques i que es va editar fins 2001. El 1998 fou escollit regidor de l'ajuntament de Maputo.
El periodista també es dedicà a les belles arts i va realitzar la seva primera exposició de pintura el 1990 a Maputo, anomenada "Os habitantes do forno".

## Assassinat i investigació
Cardoso va ser mort a trets al centre de Maputo el 22 de novembre de 2000, mentre investigava un frau de 14 milions $ EUA connectat amb la privatització del banc més gran de Moçambic, Banc Comercial de Moçambic. En el judici dels sis sospitosos de l'assassinat en 2002, tres d'ells assenyalaren Nyimpine Chissano, fill del president de Moçambic Joaquim Chissano, com a pagador d'un xec a l'assassí de Cardoso. Aníbal dos Santos, un ciutadà portuguès que es deia que havia planejat l'assassinat de Cardoso, va ser condemnat in absentia en 2003 després d'escapar de la presó; i un nou judici el 2006 (després de la segona fugida de dos Santos) va confirmar la condemna de 30 anys de presó.
El maig de 2006 Nyimpine Chissano va ser acusat per l'Oficina del Fiscal de Moçambic de l'"autoria conjunta moral" de l'assassinat de Cardoso i de diversos delictes econòmics. L'Agência de Informação de Moçambique va informar l'11 de maig de 2006 que un informant anònim va dir que l'ordre d'arrest de Chissano havia estat anul·lada després de la intervenció de l'expresident i la seva dona.